# Хечиев, Бембя Манджиевич
Бембя́ Манджи́евич Хечи́ев (другие варианты — Биембель Манджиевич Хечеев, Бембель Манджиевич Хечеев; 26 декабря 1917, селение Зёты, Астраханская губерния — 10 июля 1954, Алтайский край) — Герой Советского Союза, участник Великой Отечественной войны.

## Биография
Родился 26 декабря 1917 года в селении Зёты Северного аймака (Малодербетовский улус Черноярского уезда, Астраханская губерния) в крестьянской семье. Трудовую деятельность начал пятнадцатилетним подростком в местном колхозе. Позднее трудился учётчиком тракторной бригады в том же колхозе. В 1938 году был призван в ряды Красной Армии. В 1942 году окончил курсы младших лейтенантов, в 1944 году — Новочеркасское кавалерийское училище. Великую Отечественную войну закончил в Берлине.
После демобилизации в 1946 году переехал в Сибирь где проживала его семья, которая была выслана в 1943 году в рамках депортации калмыцкого народа. Трагически погиб на Алтае 10 июля 1954 года.

## Подвиг
30 апреля 1945 года сабельный взвод под командованием Бембя Хечиева форсировал канал Хафаллендитер — Гроссер — Хаупт возле немецкого города Фризак и закрепился на противоположном берегу канала. Взвод обеспечивал переправу основных сил, отбивая контратаки противника. При наступлении на населённый пункт Бредиков Бембя Хечиев поднял в атаку бойцов и первым ворвался в укреплённый пункт, располагавшийся в населённом пункте. Он сумел захватить опорный пункт противника, который прикрывал подступы к городу Фризак. В этом бою Бембя Хечиев уничтожил 60 солдат и офицеров противника, подавил несколько огневых точек и взял в плен 13 немцев.
За свой подвиг был представлен 25 мая 1945 года к присвоению звания Героя Советского Союза.

## Награды
- Медаль «Золотая Звезда» (№ 2877) — награждён 19 мая 1946 года за героизм, беспредельную преданность и мужество в борьбе с немецко-фашистскими захватчиками;
- орден Ленина;
- орден Отечественной войны I степени.